# Капа (Илиноис)
Капа (енгл. Kappa) град је у америчкој савезној држави Илиноис.

## Демографија
По попису из 2010. године број становника је 227, што је 57 (33,5%) становника више него 2000. године.
| Група             | 2000.       | 2010.       |
| Белци             | 164 (96,5%) | 222 (97,8%) |
| Афроамериканци    | 0 (0,0%)    | 1 (0,4%)    |
| Азијати           | 0 (0,0%)    | 0 (0,0%)    |
| Хиспаноамериканци | 4 (2,4%)    | 3 (1,3%)    |
| Укупно            | 170         | 227         |